# بو فلین
بو فلین (Beau Flynn) یک تهیه‌کننده فیلم اهل ایالات متحده آمریکا است؛ که بیشتر برای تهیه‌کنندگی فیلم‌هایی نظیر آسمان‌خراش، رمپیج، هرکول، جانگل کروز و همکاری‌هایش با دواین جانسون شناخته می‌شود.

## فیلم‌شناسی
- 1996: Johns
- 1997: The House of Yes
- 1997: Little City
- 1997: The Alarmist (تهیه‌کننده اجرایی)
- 1998: Starstruck
- 1998: Judas Kiss
- 1999: Guinevere (تهیه‌کننده اجرایی)
- 1999: Coming Soon
- ۱۹۹۹: نامه عاشقانه (تهیه‌کننده اجرایی)
- ۲۰۰۰: مرثیه‌ای بر یک رؤیا (تهیه‌کننده اجرایی)
- 2000: Tigerland
- 2001: USA's Cannonball Run ۲۰۰۱ (مجموعه تلویزیونی، تهیه‌کننده اجرایی)
- 2001: Bubble Boy
- 2002: Fear (مجموعه تلویزیونی، تهیه‌کننده اجرایی - اپیزود ۹)
- 2002: Slap Her... She's French
- ۲۰۰۲: تا آنکه صداهای انسانی ما را بیدار کنند (تهیه‌کننده اجرایی)
- ۲۰۰۳: ۱۱:۱۴
- 2003: Dallas ۳۶۲ (تهیه‌کننده اجرایی)
- ۲۰۰۴: پس از غروب
- ۲۰۰۵: جن‌گیری امیلی رز
- ۲۰۰۶: دنیای وحش
- ۲۰۰۷: نگهبان
- ۲۰۰۷: شماره ۲۳
- 2008: Choke
- ۲۰۰۸: سفر به مرکز زمین
- ۲۰۱۱: تشریفات مذهبی
- ۲۰۱۱: شماره‌ات چنده؟
- ۲۰۱۲: سفر ۲: جزیره اسرارآمیز
- ۲۰۱۲: سحرگاه سرخ
- ۲۰۱۳: هانسل و گرتل: شکارچیان جادوگر
- 2013: Battle of the Year
- ۲۰۱۴: هرکول
- ۲۰۱۴: رابطه دو شبه
- ۲۰۱۵: سن آندریاس
- 2015: Solace
- ۲۰۱۷: گارد ساحلی
- ۲۰۱۸: رمپیج
- ۲۰۱۸: آسمان‌خراش
- ۲۰۱۹: معمای قتل
- ۲۰۲۰: جانگل کروز